# Szlarnik pembański
Szlarnik pembański (Zosterops vaughani) – gatunek małego ptaka z rodziny szlarników (Zosteropidae). Jest endemitem Tanzanii. Według IUCN jest to gatunek najmniejszej troski.

## Systematyka
Takson ten po raz pierwszy zgodnie z zasadami nazewnictwa binominalnego opisał angielski ornitolog David Armitage Bannerman w 1924 roku na łamach „Bulletin of the British Ornithologists’ Club”. Autor nadał gatunkowi nazwę Zosterops vaughani. Jako miejsce typowe wskazał wyspę Pemba w Tanzanii. Holotyp dostarczony przez J.H. Vaughana w 1923 roku, znajduje się w Muzeum Historii Naturalnej w Tring.
Czasami takson ten uznawany był za podgatunek szlarnika senegalskiego (Zosterops senegalensis), ale różni się od niego wyglądem i wokalizacją. Jest to gatunek monotypowy.

### Etymologia
- Zosterops (Fosterops): gr. ζωστηρ zōstēr, ζωστηρος zōstēros „pas”; ωψ ōps, ωπος ōpos „oko”[11].
- vaughani – epitet gatunkowy jest eponimem honorującym Johna Henry’ego Vaughana (1892–1965), brytyjskiego ornitologa i urzędnika kolonialnego[12].

## Morfologia
Mały ptak o szpiczastym, zakrzywionym, stosunkowo długim, czarnym dziobie z niebieskoczarną podstawą żuchwy. Nogi i stopy czarniawe lub łupkowoszare. Tęczówki od ciemnobrązowych do czarniawych. Nie występuje dymorfizm płciowy. Wokół oczu charakterystyczne bardzo wąskie białe obrączki oczne (około 1 mm), które od strony dzioba są węższe i przerwane przez wyraźną czarną plamkę. Od dzioba do oczu czarne zabarwienie, nad dziobem szerokie żółte czoło. Górna część głowy i jej boki oraz kark i grzbiet zielonkawe. Podgardle, gardło, dolna część szyi, piersi i brzuch żółte. Boki oliwkowozielonkawe. Pokrywy podogonowe żółte. Ogon ciemnobrązowy z wąskimi zielonkawymi krawędziami, od spodu żółty. Skrzydła brązowe z zielonkawożółtymi krawędziami lotek. Spody skrzydeł bladożółte. Młode osobniki przypominają dorosłe. Długość ciała 10–10,5 cm.

## Zasięg występowania
Szlarnik pembański występuje tylko na wyspie Pemba w Tanzanii, oraz na sąsiednich wysepkach koralowych. Zasięg występowania (EOO, Extent of Occurrence) według szacunków organizacji BirdLife International obejmuje około 1700 km².

## Ekologia
Jego głównym habitatem są namorzyny, busz i zarośla na pozostałościach raf koralowych. Spotykany jest także w zagajnikach, żywopłotach na użytkach zielonych, na plantacjach goździków oraz w ogrodach. Jest gatunkiem osiadłym. Długość pokolenia jest określana na 3,5 roku. Dieta tego gatunku składa się głównie z owoców, w tym jagód; zjada także nasiona i owady. Szczególnie upodobał sobie owoce morwy czarnej, ziarna krąpieli pierzastodzielnej i pąki papryki (Capsicum). Żeruje w parach lub grupach do 20 i więcej osobników.

### Rozmnażanie
Sezon lęgowy trwa od sierpnia do marca, jednak głównie w okresie październik–grudzień. Gniazda buduje w kształcie niewielkiej miseczki z drobnych traw lub włókien palmy, na gałęziach krzewów lub niskich drzew na wysokości 1–3 m nad poziomem gruntu. W lęgu zazwyczaj dwa jasnoniebieskie jaja.

## Status zagrożenia
W Czerwonej księdze gatunków zagrożonych Międzynarodowej Unii Ochrony Przyrody gatunek jest zaliczany do kategorii LC (ang. Least Concern – gatunek najmniejszej troski). Liczebność populacji nie jest oszacowana, ale gatunek uznaje się za pospolity. Ze względu na brak dowodów na spadki liczebności bądź istotne zagrożenia dla gatunku BirdLife International ocenia trend liczebności populacji jako prawdopodobnie stabilny.